# Crucificação (Módena)
Crucificação é um painel de 1375 do artista italiano Bernabé de Módena, localizado no Museu de Arte de Indianápolis, que fica em Indianápolis, Indiana. Retrata a Crucificação de Jesus em têmpera e ouro.